# Söntgerath
Söntgerath war ein Ortsteil der Gemeinde Much im Rhein-Sieg-Kreis. Die urkundliche Ersterwähnung fand 1428 statt. Heute gehört die Siedlung zu Kranüchel.

## Lage
Söntgerath liegt auf den Hängen des Bergischen Landes. Es ist über die Landesstraße 224 erreichbar. Nachbarorte sind neben Kranüchel Rothenkreuz im Norden und Hirtsiefen im Südwesten.

## Einwohner
1901 hatte der Weiler 46 Einwohner. Haushaltsvorstände waren die Ackerer Heinrich und Wilhelm Brungs, Ackerin Ehefrau Heinrich Gessner, die Ackerer Peter und Wilhelm Heimann, Ackerer Hubert Höhner, Ackerin Witwe Johann Löbach, Handelsmann Gerhard Saamen, die Ackerinnen Elisabeth und Margaretha Schmitz, Ackerer Peter Siebel und Maurer Heinrich Sturm.